# 東森房屋
東森房屋仲介股份有限公司（簡稱東森房屋），是台灣的加盟體系房屋仲介公司，為東森國際旗下的子公司，前身力霸房屋於1988年成立並於2006年正式更名為「東森房屋」，全台灣約有200家加盟店，房仲業排名第七。

## 集團母公司
東森國際，原為航運類股，2014年7月1日變更為貿易百貨類股；為一家台灣船務代理業、貿易零售、多媒體企業及旅館業者。目前主要業務為經營社群新聞網站及衛星電視頻道，並以東森購物、ETtoday為企業品牌。

## 發展歷史
- 1988年: 力霸建設開發股份有限公司成立，擁有不動產建設、代銷、仲介三大部門。
- 1993年: 開放加盟，並於6月成立第一家加盟店，成立力霸房屋公司網站。
- 1996年: 延續直營體系推動之「稽核制度」，全面轉型為加盟體系。
- 1997年: 年度拓店數達94家，全省加盟店店數達237家。
- 1998年: 導入「輔導專戶」制度，專人輔導加盟店，提昇服務品質。與旺旺友聯產險公司合作，簽成屋買賣綜合保險[1]，將保險制度導入房地產交易。
- 2000年: 全面e化。
- 2001年: 推出「影音看屋」系統，消費者可透過動態解說、觀看景觀及屋況，節省看屋時間。
- 2002年: 成立東森AMC資產管理公司辦理銀拍屋業務。
- 2004年: 推動 物件「格局圖」功能，消費者可透過此功能看到房屋完整全貌。
- 2006年: 更名東森房屋、業界首創e化學習平台上線。
- 2008年: 成立20週年。與喜憨兒基金會共同舉辦「森援喜憨兒」尋找愛心守護者起跑活動。
- 2009年: 新舵手-王應傑董事長。
- 2011年: 榮獲經濟部頒發「GSP優良服務認證」。
- 2013年: 推動交易價金履約保證。
- 2014年: 成立東森房屋『國際不動產中心』[2]。
- 2016年: 企業正式更名為『東森房屋股份有限公司』[3]。
- 2017年: 開發 E指通App。
- 2018年7月26日: 成立30週年[4]。
- 2019年3月13日: 東森集團強化東森房屋品牌，市佔率回至20％[5]。
- 2019年3月29日: 回歸東森集團[6]，前董事長王應傑出脫全部股權並退出經營。
- 2019年10月25日:連續7年榮獲壹週刊｢服務壹大獎｣[7]。
- 2020年7月28日: 台灣服務業大評鑑 東森房屋首獲服務尖兵獎[8]。
- 2020年1月14日:在台中盛大舉行「東森房屋榮耀再現」2019仲介菁英表揚大會暨尾牙餐宴[9]。
- 2020年8月18日: 店東長研習營，邀請今周刊董事長謝金河在演講「全球變動經濟中的台灣房市機會」[10]。
- 2020年10月19日: 成立集團會員服務平台。在LINE推出「東屋小秘書」，專為各業務員所使用的內部系統。

## 東森房屋歷年行銷主軸及電視廣告
| 1997 | 沒有賣不掉的房子 除非找了不會賣的人    | 特案篇                 |
| 1998 | 很會賣厝 也尚介有感情                  | 情義相挺篇             |
| 2000 | 很會賣厝 也尚介有感情                  | 給你靠篇               |
| 2001 | 沒有賣不掉的房子 除非找了不會賣的人    | 賣相篇                 |
| 2002 | 沒有賣不掉的房子 除非找到沒有經驗的人  | 透明屋篇               |
| 2003 | 沒有賣不掉的房子 除非找了不會賣的人    | 不可能的任務篇         |
| 2004 | 在地萬事通                             | 澎湖篇                 |
| 2005 | 在地萬事通                             | 在地萬事通篇           |
| 2006 | 東森房屋全新為您服務                   | 更名篇                 |
| 2007 | 靠你最近 之你最深                      | 靠近篇                 |
| 2009 | 看見房子的真價值                       | 夜市篇、留樹留情篇     |
| 2010 | 看見房子的真價值                       | 王怡仁篇               |
| 2012 | 聽見客戶的心裡話                       | 圓夢篇                 |
| 2013 | 在地25感謝有你                         | 在地25感謝有你篇       |
| 2014 | 在地傳承看見東森                       | 服務串連篇             |
| 2015 | 紅領帶的關懷 有溫度的服務              | 紅領帶篇               |
| 2016 | 無所不在 沒有賣不掉的房子              | 無所不在篇             |
| 2017 | 與你一起守護幸福                       | 幸福篇                 |
| 2018 | 東森30 擁抱幸福 （页面存档备份，存于） | 擁抱幸福篇             |
| 2020 | 專業新房仲 （页面存档备份，存于）      | 你需要的都是我們在意的 |

## 外部連結
- 東森房屋股份有限公司 （页面存档备份，存于）
- 東森房屋的Facebook專頁
- 東森房屋 - 樂屋房仲網
- YouTube上的東森房屋頻道